# Elecciones federales de Australia de 1983
El sábado 5 de marzo de 1983 se celebraron elecciones federales en Australia, en las que se renovaron la Cámara de Representantes y el Senado.

## Resultados

### Cámara de Representantes
|  | Partido                       | Votos     | %     | +/-   | Escaños | +/- |
|  | Partido Laborista Australiano | 4.297.392 | 49.48 | +4.34 | 75      | +24 |
|  | Partido Liberal de Australia  | 2.983.986 | 34.36 | −3.07 | 33      | −21 |
|  | Partido Nacional de Australia | 799.609   | 9.21  | +0.24 | 17      | −3  |
|  | Demócratas Australianos       | 437.265   | 5.03  | −1.54 | 0       | 0   |
|  | Otros                         | 166.611   | 1.92  | +0.04 | 0       | 0   |
|  | Total                         | 8.684.863 |       |       | 125     |     |
|  | Partido Laborista Australiano | '         | 53.23 | +3.6  | 75      | +24 |
|  | Coalición Liberal- Nacional   |           | 46.77 | −3.6  | 50      | −24 |

### Senado
|  | Partido                        | Votos     | %     | +/-   | Escaños ganados | Escaños totales |
|  | Partido Laborista Australiano  | 3.637.316 | 45.49 | +3.24 | 30              | 30              |
|  | Liberal/Nacional (Lista Única) | 1.861.618 | 23.28 | −2.35 | 8               |                 |
|  | Partido Liberal de Australia   | 923.571   | 11.55 | −1.59 | 16              | 23              |
|  | Demócratas Australianos        | 764.911   | 9.57  | +0.31 | 5               | 5               |
|  | Partido Nacional de Australia  | 388.802   | 4.86  | +0.41 | 3               | 4               |
|  | Country Liberal Party          | 21.406    | 0.27  | +0.02 | 1               | 1               |
|  | Independientes                 | 193.454   | 2.42  | +1.29 | 1               | 1               |
|  | Otros                          | 203.967   | 2.55  | −1.34 | 0               | 0               |
|  | Total                          | 7.995.045 |       |       | 64              | 64              |

- Datos: Q3586902